# SCG 003
Scuderia Cameron Glickenhaus SCG 003 (розроблений під кодовою назвою P33) — спортивний і гоночний автомобіль обмеженої серії, розроблений і виготовлений американським виробником автомобілів Scuderia Cameron Glickenhaus LLC. Вперше анонсований як P33 у 2013 році, SCG 003 був представлений у 2015 році на Женевському автосалоні. Колишньому дизайнеру Pininfarina Паоло Гареллі було доручено розробити автомобіль.

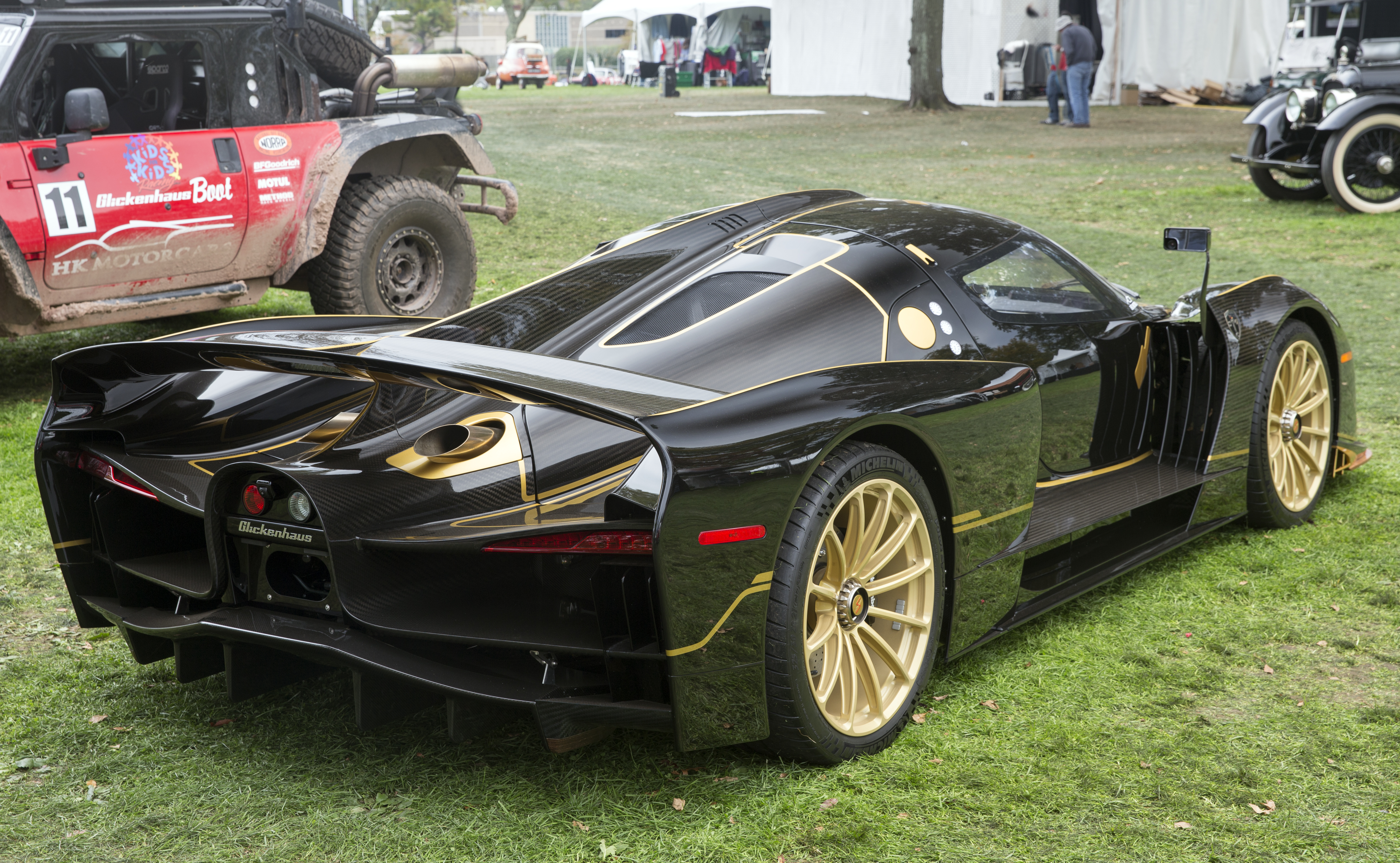
SCG 003S

18 липня 2017 року заявку Scuderia Cameron Glickenhaus LLC до NHTSA на статус виробника малого обсягу було «вважено схвалено», що дозволило їй виробляти до 325 автомобілів під ключ на рік, які не повинні відповідати федеральним стандартам краш-тестів і подушок безпеки, але все одно необхідні для дотримання стандартів викидів і безпеки в державі, в якій вони зареєстровані.

## Двигуни
- Competizione: 3.5 л twin-turbocharged Honda HR35TT V6 490 к.с. 700 Нм
- Stradale: 4.4 л twin-turbocharged BMW S63 V8 750 к.с. 800 Нм